# جارد بنسون
جارد بنسون (بالإنجليزية: Jared Benson)‏ هو سياسي أمريكي، ولد في 1821 في ورسستر في الولايات المتحدة، وتوفي في 1894. حزبياً، نشط في الحزب الجمهوري لمينيسوتا ‏ والحزب الجمهوري. وقد انتخب عضو مجلس نواب مينيسوتا.